# 台湾拟据体吸虫
台湾拟据体吸虫（学名：Prionosomoides taiwanense）为棘口科拟据体属的动物。分布于台湾等地，营寄生生活，宿主乌龟以及寄生于小肠。该物种的模式产地在台湾。